# Взрыв на Минском радиозаводе
Взрыв на Минском радиозаводе произошёл 10 марта 1972 года, в футлярном цехе. Он унёс более 100 жизней, более 300 человек получили ранения.
Эта катастрофа была самой масштабной на территории Белорусской ССР после Великой Отечественной войны как по количеству пострадавших, так и по масштабам разрушений.

## Хронология событий
Взрыв в производственном цехе Минского радиозавода произошёл в 19:30 по местному времени, во время работы второй смены. Сила взрыва была такова, что двухэтажное здание полностью превратилось в руины. Взрыв был слышен в нескольких километрах от места катастрофы. Пожар был минимальный, огонь был лишь в вентиляционных шахтах и горели отходы производства, скопившиеся в цехе. В течение первых 10 минут до приезда спасателей местные жители и люди, случайно оказавшиеся недалеко от места катастрофы, проникали на территорию завода и оказывали посильную помощь пострадавшим. Позже силами милиции и армии место катастрофы было оцеплено.
Спасательная операция осложнялась тем, что у спасателей не было достаточной техники, чтобы разбирать образовавшиеся завалы. Многие люди погибали от переохлаждения, в ту пору стояли сильные морозы, а также от полученных травм, не дождавшись помощи. Краны по разбору завалов появились на месте катастрофы к утру следующего дня, но они были недостаточно мощными, массивные обломки часто срывались снова, придавливая продолжавших оставаться под завалами потерпевших. На месте катастрофы погибшими были извлечены 84 тела. Ещё 22 человека скончались в больницах, всего жертвами стали 106 человек. Спасательная операция длилась трое суток. Рабочий Валерий Соловьёв был извлечён живым спустя почти трое суток после катастрофы.
Информация о катастрофе в официальных источниках была весьма скудная, в виде короткой заметки в газете:

Вчера 10 марта во время второй смены в производственном цехе Минского радиозавода произошла авария, в результате которой есть погибшие и раненые. Пострадавшие доставлены в больницы, где им оказана необходимая медицинская помощь. ЦК Компартии Белоруссии, Совет министров БССР

## Версии случившегося и расследование
Сразу после катастрофы было несколько версий случившегося, одна из которых заключалась в том, что были недостаточно исследованы свойства импортного лака, который начал применяться на производстве незадолго до катастрофы, предельная норма которого была установлена в 65 г/м³. Детальные исследования, проведенные военными после катастрофы, выявили, что даже 5 г были взрывоопасны.
Также была версия об ошибках при проектных работах и строительстве самого цеха. В частности, что цех изначально проектировался под текстильное производство, где нормы для вентиляции были совершенно другими: для подобных предприятий пылесборники располагаются минимум в сотне метров от цеха, для предотвращения возгораний и взрывов при случайном попадании искры в вентиляционные шахты, тут же пылесборники находились прямо под самим цехом, что усугубило последствия взрыва, так как после взрыва цех со всеми находившимися в нём людьми провалился в эти шахты. Завод имел пожароопасную, а не взрывоопасную категорию, что тоже снижало нормы безопасности, предъявляемые к производству.
4 апреля 1972 года катастрофу на радиозаводе рассматривали на заседании бюро ЦК КПБ, а также по итогам следствия официально причиной катастрофы было признано безответственное отношение руководящих лиц при приёмке и эксплуатации вентиляционных систем. Были также выявлены случаи, когда работники предприятии до катастрофы сообщали руководству о сильной запылённости цехов, но к этим жалобам руководство относилось формально.
По мнению Николая Хомива[кто?], который в то время был руководителем радиозавода, официальная версия ложная, так как цех был построен всего за несколько месяцев до катастрофы, и в вентиляционных шахтах никак не могла годами копиться необходимая для взрыва пыль. Кроме того, на предприятии, которое фактически выполняло план для военных предприятий, никак не мог быть построен цех для текстильного производства с соответствующими нормами безопасности.

## Суд и последствия катастрофы
Виновными в произошедшем был признан ряд должностных лиц как из самого радиозавода, так и в отношении должностных лиц ленинградского государственного проектного института, в котором разрабатывали проект здания, в том числе и вентиляционной системы. Среди осуждённых был начальник филиала № 1 Николай Хомив; из полученных двух лет тюрьмы он отбыл полгода, позже до пенсии работал в различных организациях города.
К ответственности также были привлечены директор завода Захаренко, главный инженер Куцера. Строгим выговорам и увольнениям были подвергнуты начальник парткома предприятия Иродов, секретарь парткома Утиков, Первый секретарь Центрального райкома КПБ Ершов и второй секретарь Минского горкома КПБ Лепешкин. Выговор получил Министр радиопромышленности СССР Калмыков.
Дело было рассмотрено судебной коллегией Верховного суда СССР. Сообщалось, что директора Минского радиозавода Л. Г. Захаренко, главного инженера завода М. Я. Куцера, директора Ленинградского государственного проектного института В. В. Никитина, главного инженера института П. К. Нефедова и других суд признал виновными в грубом нарушении правил техники безопасности, а также в преступно-халатном отношении к исполнению служебных обязанностей и приговорил к различным срокам лишения свободы.